# 1477 en arts plastiques
| Années des arts plastiques : 1474 - 1475 - 1476 - 1477 - 1478 - 1479 - 1480    |
| Décennies des arts plastiques : 1440 - 1450 - 1460 - 1470 - 1480 - 1490 - 1500 |

Cette page concerne l'année 1477 en arts plastiques.

## Naissances
- ? :

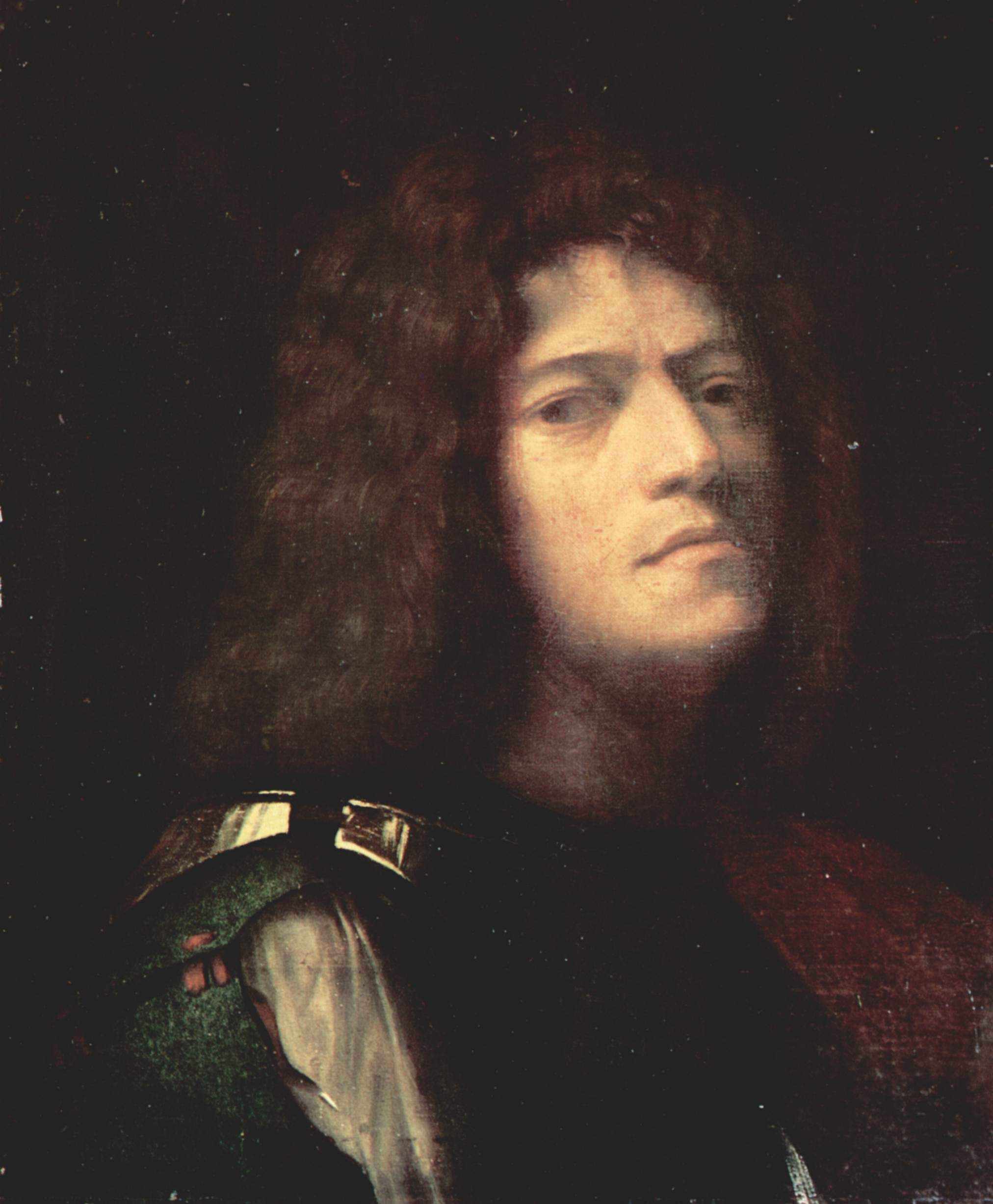
Giorgione, autoportrait

  - Giorgio Zorzi dit Giorgione, peintre italien († 1510),
  - Giovanni Antonio Bazzi dit Le Sodoma, peintre italien († 14 février 1549),
  - Lü Ji, peintre chinois († ?).